# Charltona ortellus
Charltona ortellus là một loài bướm đêm trong họ Crambidae.